# Uusimaa
Koordinaten: 60° 30′ N, 24° 30′ O
Uusimaa (finnisch [ˈuːsimɑː]) oder Nyland (schwedisch [ˈnyːland]) ist eine Landschaft in Finnland. Die heutige Landschaft Uusimaa umfasst den größten Teil der gleichnamigen historischen Landschaft, die außerdem den Westteil von Kymenlaakso umfasste. Bis 1997 gab es zudem eine Provinz (lääni / län) Uusimaa. Nach der Eingliederung von Itä-Uusimaa nach Uusimaa zum Jahresbeginn 2011 ist die Landschaft wieder nahezu deckungsgleich mit der ehemaligen Provinz.

## Allgemeines
Uusimaa liegt an der Küste des Finnischen Meerbusens im Süden des Landes und grenzt an die Landschaften Varsinais-Suomi im Westen, Kanta-Häme und Päijät-Häme im Norden sowie Kymenlaakso im Osten. Die Hauptstadt Finnlands, Helsinki, liegt in Uusimaa und sorgt für einen starken Zuzug aus den strukturschwächeren Gebieten Finnlands. Mit über 1,5 Millionen Einwohnern (etwa einem Viertel der Landesbevölkerung) ist Uusimaa mit Abstand die bevölkerungsreichste Landschaft Finnlands. Die Bevölkerungsdichte ist mit 181,2 Einwohnern pro km² weit höher als im Landesschnitt Finnlands (16 Einwohner pro km²) und fast so hoch wie in der Schweiz (188 Einwohner pro km²). Die Küste von Uusimaa ist traditionell von Finnlandschweden besiedelt, wenn auch durch den starken Zuzug aus anderen Landesteilen der Anteil der schwedischsprachigen Bevölkerung heute nur noch 8,5 % beträgt.
Das Bruttoinlandsprodukt von Uusimaa entsprach im Jahr 2010 einer Summe von 69,3 Milliarden Euro. Gesamtfinnland hatte im selben Jahr ein BIP von 178,8 Milliarden Euro. Damit entsteht also ungefähr 39 % des BIP in diesem kleinen Teil des Landes. Die Region Helsinki ist eine schnell wachsende Metropolregion.

## Geschichte

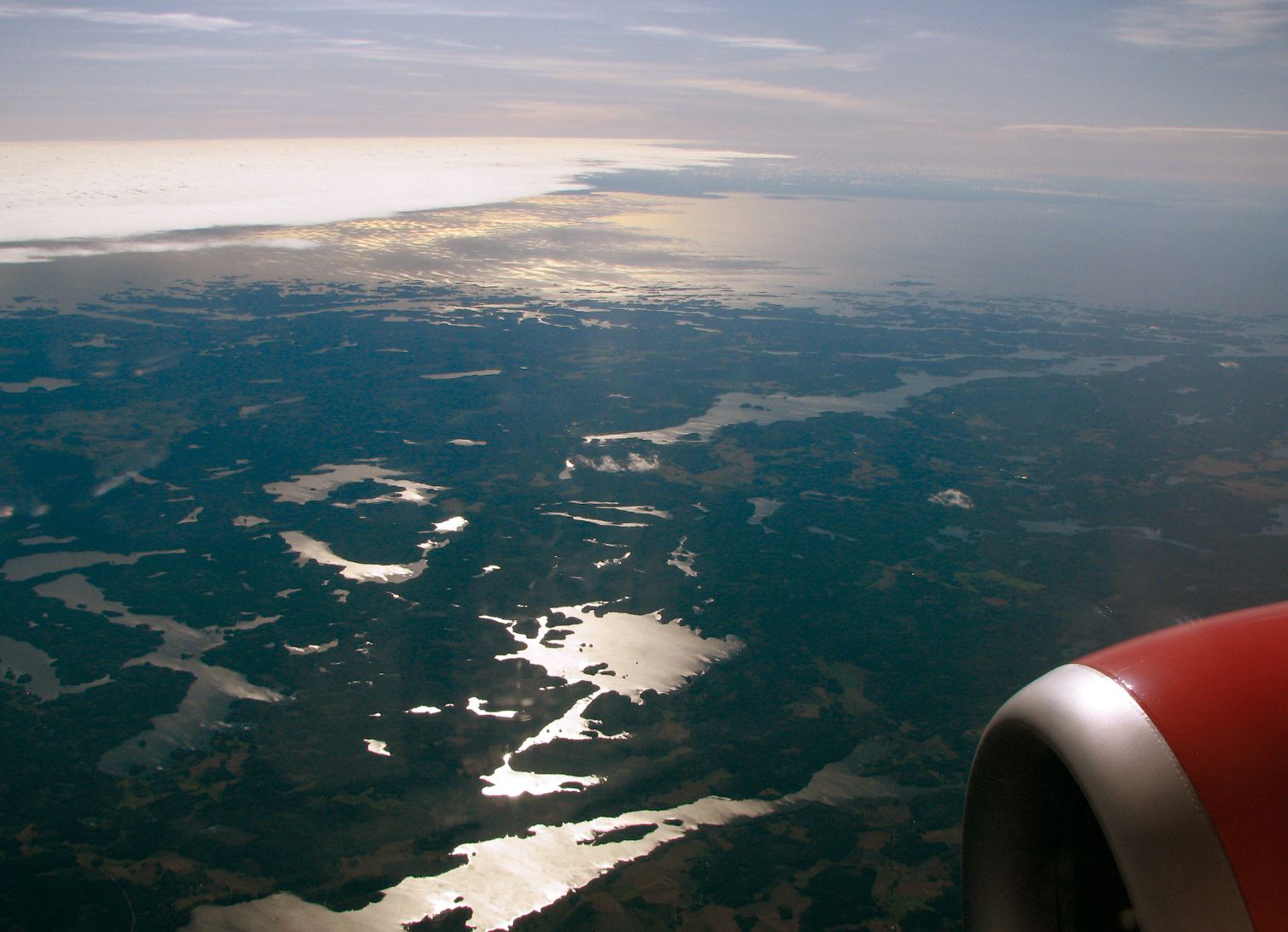
Blick auf Raasepori und die Schärenküste

Im 9. Jahrhundert, zur Wikingerzeit, verlief eine Handelsroute durch die Region nach Osten. Noch bis ins 12. Jahrhundert war das heutige Uusimaa nur sporadisch von Esten und Hämeern besiedelt. Die Bewohner von Häme nutzten es als Zugang zur Küste. Seit dem 12. Jahrhundert war die Landschaft Uusimaa ein Teil von Schweden und die ständige Besiedelung nahm rasch zu, unter anderem mit Siedlern aus der schwedischen Landschaft Hälsingland. Auf die im Vergleich zu Varsinais-Suomi, dem historischen Kernland Finnlands, jüngere Besiedlung geht der Name Uusimaa / Nyland (wörtl. „Neuland“) zurück.
Nach 1809, als der schwedische König Finnland dem russischen Zaren überlassen musste, wurde Helsinki zur Hauptstadt des Großfürstentums Finnland gemacht und löste bald Turku (Åbo) als wichtigste Stadt des Landes ab. In der Folgezeit nahm der Anteil der finnischsprachigen Bewohner in der Region zu.
An das Ufer des Tuusula-Sees (zwischen Tuusula und Järvenpää) zog es Ende des 19. Jahrhunderts zahlreiche Künstler, die für die Entstehung des finnischen Nationalbewusstseins von großer Bedeutung waren. Die bekanntesten davon waren: Der Komponist Jean Sibelius, der Schriftsteller Juhani Aho mit seiner Frau Venny Soldan-Brofeldt (selbst Malerin), der Maler Pekka Halonen. Auch der Schriftsteller Aleksis Kivi verbrachte seine letzten Jahre hier.

### Provinz Uusimaa (Nylands län)
Als eigene Provinz (Lääni, schwed. Nylands län) gab es Uusimaa 1831–1997, vorher war es Teil der Provinz Uusimaa und Häme, die in diesem Jahr aufgeteilt wurde. Dieser neuen Provinz wurde auch das Gebiet bis zum Kymi-Fluss angegliedert, das vorher zur Provinz Kymenkartano gehört hatte.
Sie bestand mit einigen kleineren Gebietsveränderungen bis zur Provinzreform 1997, bei der sie in der Provinz Südfinnland aufging.

## Wappen
Beschreibung des Wappens: Im  blauen Schild ein goldenes Ruderboot mit Pinne zwischen zwei silbernen Wellenbalken.
Siehe auch: Wappen der finnischen Region Uusimaa

## Gemeinden

Uusimaa Städte, Gemeinden und Verwaltungsgemeinschaften (Stand 2011)

Zu Uusimaa gehören 26 Gemeinden, von denen dreizehn Städte (fett gedruckt) sind. Der Name ist in der jeweiligen Mehrheitssprache angegeben, bei zweisprachigen Gemeinden steht der Name in der Minderheitssprache in Klammern. Einwohnerzahlen zum 31. Dezember 2022.
| 1. Askola (4.763) 2. Espoo (Esbo) (305.274) 3. Hanko (Hangö) (7.832) 4. Helsinki (Helsingfors) (664.028) 5. Hyvinkää (46.797) 6. Ingå (Inkoo) (5.384) 7. Järvenpää (45.630) 8. Karkkila (8.603) 9. Kauniainen (Grankulla) (10.284) 10. Kerava (37.676) 11. Kirkkonummi (Kyrkslätt) (40.722) 12. Lapinjärvi (Lappträsk) (2.518) 13. Lohja (Lojo) (45.811) | 1. Loviisa (Lovisa) (14.568) 2. Mäntsälä (20.912) 3. Myrskylä (1.764) 4. Nurmijärvi (44.458) 5. Pornainen (5.011) 6. Porvoo (Borgå) (51.232) 7. Pukkila (1.807) 8. Raseborg (Raasepori) (27.306) 9. Sipoo (Sibbo) (22.320) 10. Siuntio (Sjundeå) (6.217) 11. Tuusula (40.384) 12. Vantaa (Vanda) (242.819) 13. Vihti (28.913) |